# Memorials de la Primera Guerra Mundial

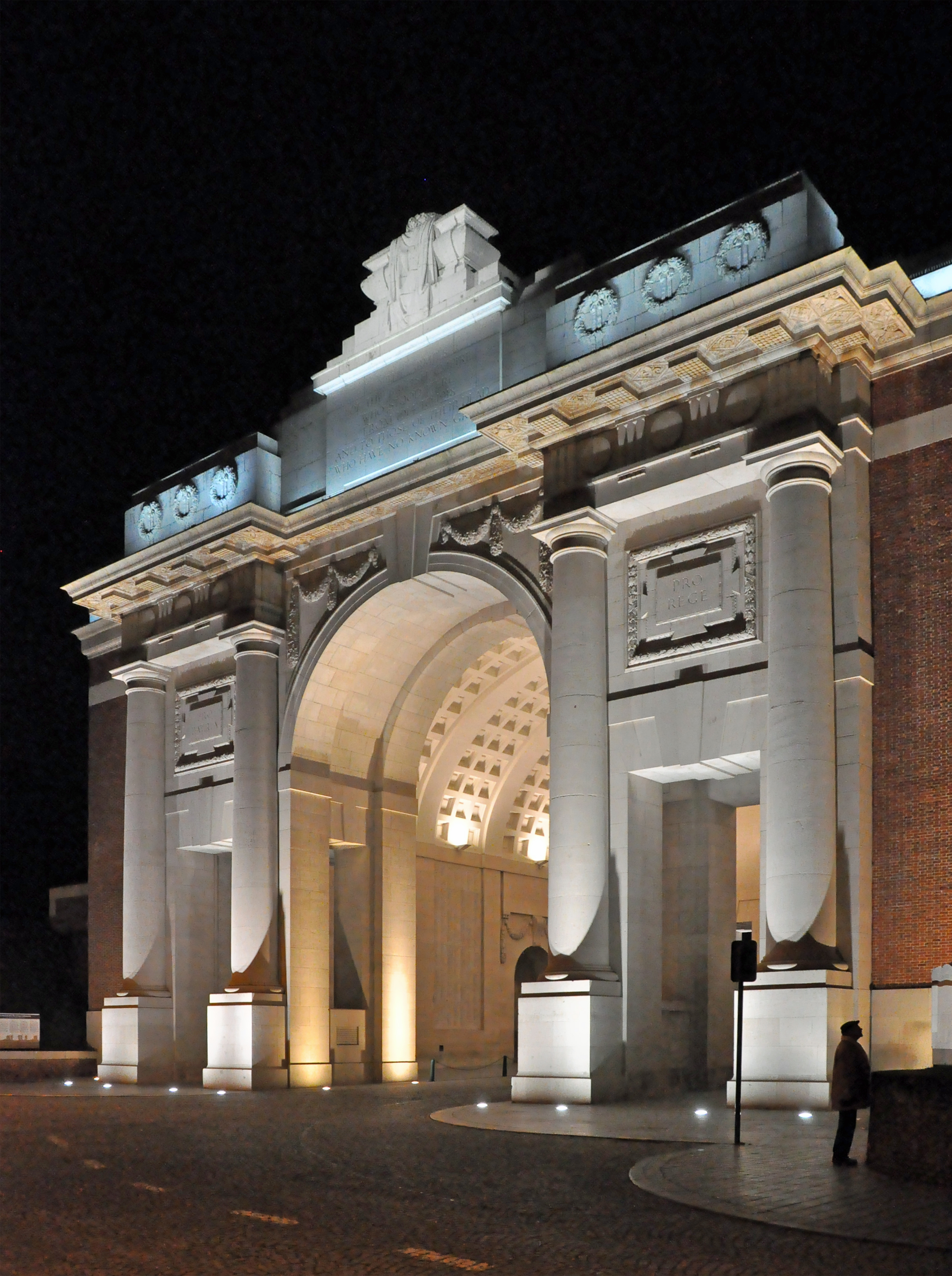
Inspiració clàssica de Menin Porta a Ypres

Els memorials de la Primera Guerra Mundial commemoren els esdeveniments i les baixes de la Primera Guerra Mundial. Aquests monuments de guerra inclouen monuments civils, monuments nacionals més grans, cementiris de guerra, monuments privats i una sèrie de dissenys domèstics, com ara salons i parcs, dedicats a recordar els implicats en el conflicte. Es van construir un gran nombre de monuments als anys vint i trenta, amb prop de 176.000 només a França. Aquest va ser un nou fenomen social i va marcar un important canvi cultural en la manera com les nacions van commemorar els conflictes. L'interès per la Primera Guerra Mundial i els seus monuments es van esvair després de la Segona Guerra Mundial, i no van augmentar de nou fins als anys vuitanta i noranta, cosa que va suposar la renovació de molts monuments existents i l'obertura de nous llocs. El nombre de visitants de molts dels memorials va augmentar significativament, mentre que els principals monuments nacionals i cívics continuen sent utilitzats per a cerimònies anuals que recorden la guerra.
Arquitectònicament, la majoria dels monuments de guerra van ser de disseny relativament conservador, amb l'objectiu d'utilitzar estils establerts per produir una commemoració tràgica, però reconfortant, noble i duradora de la guerra. Eren particularment comuns les temàtiques clàssiques, tenint en compte els estils predominants de finals del segle xix i simplificant-los típicament per produir monuments més nets i abstractes. Les característiques al·legòriques i simbòliques, que freqüentment es basaven en la imatge cristiana, es feien servir per comunicar temes de sacrifici, victòria i mort. Alguns monuments van adoptar un tema medievalista, mirant cap enrere a un passat més segur, mentre que altres utilitzaven estils arquitectònics realistes i art déco per comunicar els temes bèl·lics.
La posada en funcionament dels monuments es va produir a través d'una àmplia gamma d'institucions nacionals i locals, que reflectien les tradicions polítiques locals; el finançament era igualment dispar, amb la majoria dels països que depenien en gran manera de les contribucions benèfiques locals per cobrir els costos de la construcció. Els cementiris de guerra i els monuments commemoratius a batalles especialment significatives, però, eren normalment centralitzats i finançats per l'Estat. La guerra va fomentar la creació de noves formes de commemoració. Les llistes de noms commemoratius, que reflectien la gran escala de les pèrdues, eren una característica comuna, mentre que les tombes de soldats desconeguts que contenien un cos seleccionat i no identificat i els monuments cenotafais buits commemoraven els nombrosos cadàvers no identificables i els militars dels quals els seus cossos mai van ser trobats. Sovint es van celebrar cerimònies als monuments, incloent-hi el Dia de l'armistici, el Dia d'Anzac i les Fêtes de la Victoire, mentre que els pelegrinatges als llocs del conflicte i els monuments eren habituals en els anys de guerra.

Gran part del simbolisme inclòs en els monuments commemoratius tenia un to polític, i la política va tenir un paper important en la seva construcció. Molts memorials es van veure embolicats en tensions ètniques i religioses locals, amb monuments que reflectien l'aportació de determinats grups al conflicte o bé que van ser rebutjats íntegrament per altres. En diversos països, va resultar difícil produir monuments que van atraure i van incloure les opinions religioses i polítiques de tota una comunitat. Els governs feixistes que van arribar al poder a Itàlia i Alemanya durant el període d'entreguerres van fer que la construcció dels monuments fos una part fonamental del seu programa polític, cosa que va suposar la construcció de nombrosos projectes commemoratius més grans amb forts matisos nacionals als anys trenta. Mentre que pocs monuments monogràfics abraçaven una perspectiva pacifista, alguns militants contra la guerra van utilitzar els monuments dels mítings i les reunions. Moltes de les tensions polítiques del període d'entreguerres havien disminuït a finals del segle xx, cosa que va permetre a alguns països commemorar per primera vegada els fets de la guerra a través de monuments des del final de la guerra. En el centenari de la Primera Guerra Mundial, el record de la guerra s'ha convertit en un tema important per als estudiosos i els museus. 